# Целін
Целін (пол. Celin) — село в Польщі, у гміні Жулкевка Красноставського повіту Люблінського воєводства.
Населення — 96 осіб (2011).
У 1975-1998 роках село належало до Замойського воєводства.

## Демографія
Демографічна структура станом на 31 березня 2011 року:
|          | Загалом | Допрацездатний вік | Працездатний вік | Постпрацездатний вік |
| -------- | ------- | ------------------ | ---------------- | -------------------- |
| Чоловіки | 50      | 8                  | 31               | 11                   |
| Жінки    | 46      | 4                  | 23               | 19                   |
| Разом    | 96      | 12                 | 54               | 30                   |